# Iva Zajíčková
Iva Zajíčková (Brno, 9 de março de 1948) é uma desportista checoslovaca que competiu em ciclismo na modalidade de pista, especialista na prova de velocidade individual.
Ganhou sete medalhas no Campeonato Mundial de Ciclismo em Pista entre os anos 1971 e 1978.

## Medalheiro internacional
| Campeonato Mundial | Campeonato Mundial            | Campeonato Mundial | Campeonato Mundial     |
| Ano                | Lugar                         | Medalha            | Competição             |
| ------------------ | ----------------------------- | ------------------ | ---------------------- |
| 1971               | Varese ( Itália)              | Medalha de bronze  | Velocidade individual  |
| 1971               | Varese ( Itália)              | Medalha de bronze  | Perseguição individual |
| 1973               | San Sebastián ( Espanha)      | Medalha de prata   | Velocidade individual  |
| 1975               | Rocourt ( Bélgica)            | Medalha de prata   | Velocidade individual  |
| 1976               | Monteroni di Lecce ( Itália)  | Medalha de bronze  | Velocidade individual  |
| 1977               | San Cristóbal ( Venezuela)    | Medalha de bronze  | Velocidade individual  |
| 1978               | Munique ( Alemanha Ocidental) | Medalha de bronze  | Velocidade individual  |